# Siergiejewo (rejon szujski)
Siergiejewo (ros. Сергеево) – wieś (sieło) w Rosji, w obwodzie iwanowskim, w rejonie szujskim. W 2010 liczyła 507 mieszkańców.